# Fibroporia radiculosa
Fibroporia radiculosa är en svampart som först beskrevs av Peck, och fick sitt nu gällande namn av Erast Parmasto 1968. Fibroporia radiculosa ingår i släktet Fibroporia och familjen Fomitopsidaceae.   Inga underarter finns listade i Catalogue of Life.